# Portada/article juliol 15

## Equidna de musell curt
L'equidna de musell curt (Tachyglossus aculeatus), conegut també com a formiguer espinós per la seva dieta consistent en formigues i tèrmits, és una de les quatre espècies vivents d'equidna i l'única del gènere Tachyglossus. L'equidna de musell curt està cobert de pèl i espines, i té un musell característic i una llengua especialitzada, que utilitza per caçar les preses a alta velocitat. Com la resta de monotremes vivents, l'equidna de musell curt pon ous; els monotremes són l'únic grup de mamífers que ho fan.
Aquesta espècie viu arreu d'Austràlia, on és el mamífer nadiu més estès, i en regions costaneres i terres altes del sud-oest de Nova Guinea, on se'l coneix com a Mungwe en les llengües dadibi i chimbu. No es troba amenaçat d'extinció, però activitats humanes com ara la caça, la destrucció de l'hàbitat, i la introducció d'espècies depredadores i paràsits estrangers, han reduït la distribució de l'equidna de musell curt a Austràlia.